# Samyj, samyj, samyj, samyj
Samyj, samyj, samyj, samyj (ros. Самый, самый, самый, самый) – radziecki krótkometrażowy film animowany z 1966 roku w reżyserii Wasilija Liwanowa.

## Obsada (głosy)
- Rina Zielona jako mały Lew
- Walentina Spierantowa jako młody Lew
- Iwan Tarchanow jako młody lew
- Jelena Ponsowa jako Hiena
- Władimir Koriecki jako starożytny duch
- Kłara Rumianowa jako Krokodylek / mrówka
- Władimir Bałaszow jako Orzeł
- Walentina Tumanowa jako Gołąbek / Turkawka
- Lubow Ziemlanikina jako lwica
- Aleksandr Baranow jako ojciec lwiątka
- Wasilij Liwanow jako krokodyl

## Animatorzy
- Wiktor Szewkow, Leonid Nosyriew, Jana Wolska, Swietłana Żutowska, Oleg Safronow, Jurij Kuziurin, Antonina Aloszyna, Olga Orłowa, Jelena Wierszynina, Rienata Mirienkowa, Władimir Piekar, Anatolij Solin, Siergiej Diożkin.